# Assembleia Nacional do Afeganistão
A Assembleia Nacional do Afeganistão é o órgão legislativo daquele país, composto por duas câmaras:
- A Câmara do Povo (ولسي جرګه, Wolesi Jirga): câmara baixa, com 250 membros
- A Câmara dos Anciãos (مشرانوجرګه, Meshrano Jirga): câmara alta, com 102 assentos.

Um novo edifício parlamentar está sendo construído, com ajuda da Índia. O antigo rei do Afeganistão, Mohammed Zahir Shah, colocou a pedra fundamental do novo prédio do parlamento em 29 de agosto de 2005.